# Barney Google and Snuffy Smith
Barney Google and Snuffy Smith, inizialmente nota come Take Barney Google, F'rinstance, è una serie a fumetti ideata nel 1919 da Billy DeBeck. La serie esordì il 17 giugno 1919 raggiungendo presto il successo internazionale venendo pubblicato su circa 900 testate in 21 paesi; ne vennero presto tratti adattamenti cinematografici e televisivi e ispirò una canzone di successo nel 1923; la sua influenza portò all'introduzione di termini e modi di dire all'interno della lingua inglese.
Inizialmente la serie, nota come Take Barney Google, F'rinstance, era incentrata sul personaggio di Barney Google; con l'introduzione del personaggio di Snuffy Smith nel 1934 divenne poi nota come Barney Google and Snuffy Smith, nome che mantenne anche se il personaggio di Barney Google divenne marginale.

## Storia editoriale
Nel 1917 DeBeck iniziò a lavorare come fumettista per l'Examiner per il quale creò il personaggio di Barney Google, protagonista di una serie di strisce a fumetti, Take Barney Google, F'rinstance, che divenne presto famosa arrivando a essere distribuita anche a livello nazionale. Vennero aggiunti altri personaggi come Spark Plug, il cavallo di Barney e poi Snuffy Smith, che successivamente divenne il protagonista della serie marginalizzando Barney. Quando DeBeck morì nel 1942, la striscia fu continuata da Fred Lasswell, il quale era diventato suo assistente nel 1933 e continuò a scrivere e disegnare la striscia per oltre sessant'anni fino a quando morì nel 2001 e la serie venne proseguita dal suo assistente, John Rose che si occupava della inchiostratura dal 1998. Alla serie hanno poi contribuito vari scrittori come Margaret Shulock e Mike Marland.
Fred Lasswell si occupava inizialmente del lettering della serie durante gli anni trenta e nel 1942, alla morte di DeBeck, venne chiamato a sostituirlo. In questo periodo la serie, molto popolare negli anni venti, stava perdendo consensi e Lasswell aveva ricevuto istruzioni di imitare lo stile di DeBeck per un paio di settimane per poi provare a modernizzare la striscia; nel farlo personalizzò molto il personaggio di Snuffy Smith rinnovandolo completamente, attenuando alcuni aspetti caratteristici dei personaggi hillbilly, rendendo il loro parlato più accessibile anche se rimasero alcuni modi di dire introdotti da DeBeck e rendendola una striscia a carattere familiare; vennero poi introdotti altri personaggi, come lo sceriffo Tate e Elviney. Dal 1950 poi Lasswell passo dalle storie a lungo respiro a quelle incentrate sulle gag. Questo permise alla serie di arrestare il declino e nel giro di pochi anni arrivò a essere pubblicata su circa 500 testate per poi arrivare a circa 900.
Oltre che nella serie a strisce, i personaggi della serie comparvero anche nel formato comic book, pubblicati saltuariamente fra gli anni trenta e settanta per cinque diversi editori (David McKay, Dell, Toby Press, Gold Key e Charlton. L'esordio avvenne nel 1937 nel primo numero della serie Ace Comics; successivamente in tre numeri editi dalla Dell negli anni quaranta, quattro dalla Toby Press negli anni cinquanta, uno dalla Gold Key negli anni sessanta e sei dalla Charlton negli anni settanta.

## Personaggi
Il personaggio di Barney Google esordì il 17 giugno 1919 nella serie "Take Barney Google, F'rinstance", distribuita dal King Features Syndicate; inizialmente era di genere sportivo, col protagonista appassionato di vari sport e con una moglie infastidita da questa sua passione. Nel primo periodo di pubblicazione il successo fu modesto, almeno fino all'arrivo del personaggio di Spark Plug. Nella striscia del 17 luglio 1922, a Barney venne regalato un cavallo di nome Spark Plug e da questo momento il successo arrise alla serie basi pensare che la prima gara di Sparky divenne uno evento mediatico a livello nazionale, atteso da milioni di lettori di giornali; l'entusiasmo suscitato fu tale che DeBeck, che aveva intenzione di rimuovere il personaggio alla fine della trama, ne fece poi un personaggio fondamentale della serie e, per tutti gli anni venti, il successo del personaggio si mantenne costante tanto che "Sparky" divenne un comune soprannome fra i bambini, quali ad esempio il futuro autore di fumetti Charles M. "Sparky" Schulz.
Il personaggio di Snuffy Smith, introdotto nel 1934, ebbe un impatto ancora maggiore sulla serie. Venne creato da DeBeck ma la caratterizzazione e lo sviluppo del personaggio fu opera del suo assistente e successore Fred Lasswell. Durante gli anni trenta la figura degli hillbilly, i campagnoli delle colline degli Appalachi, era divenuta popolare nei media americani come a esempio nelle serie a fumetti di Joe Palooka e di Li'l Abner e DeBeck si interessò al fenomeno non limitandosi a far incontrare il suo personaggio con una comunità di campagnoli delle colline chiamata Hootin 'Holler nel febbraio 1934, ma pianificando un radicale cambiamento per la striscia introducendo il personaggio di Snuffy Smith, uno scontroso campagnolo esordito il 17 novembre 1934 sparando contro il protagonista ma che in poche settimane ne divenne poi amico e, non molto tempo dopo, divenne co-protagonista della serie. Alla fine degli anni trenta il nome della striscia venne cambiato in "Barney Google & Snuffy Smith". Nel 1954, Il personaggio di Barney scomparve lasciando Snuffy come unico protagonista, insieme alla moglie, Louise "Weezy" come spalla. Il titolo della striscia non è cambiato ma il personaggio di Barney compare raramente.

## Galleria d'immagini

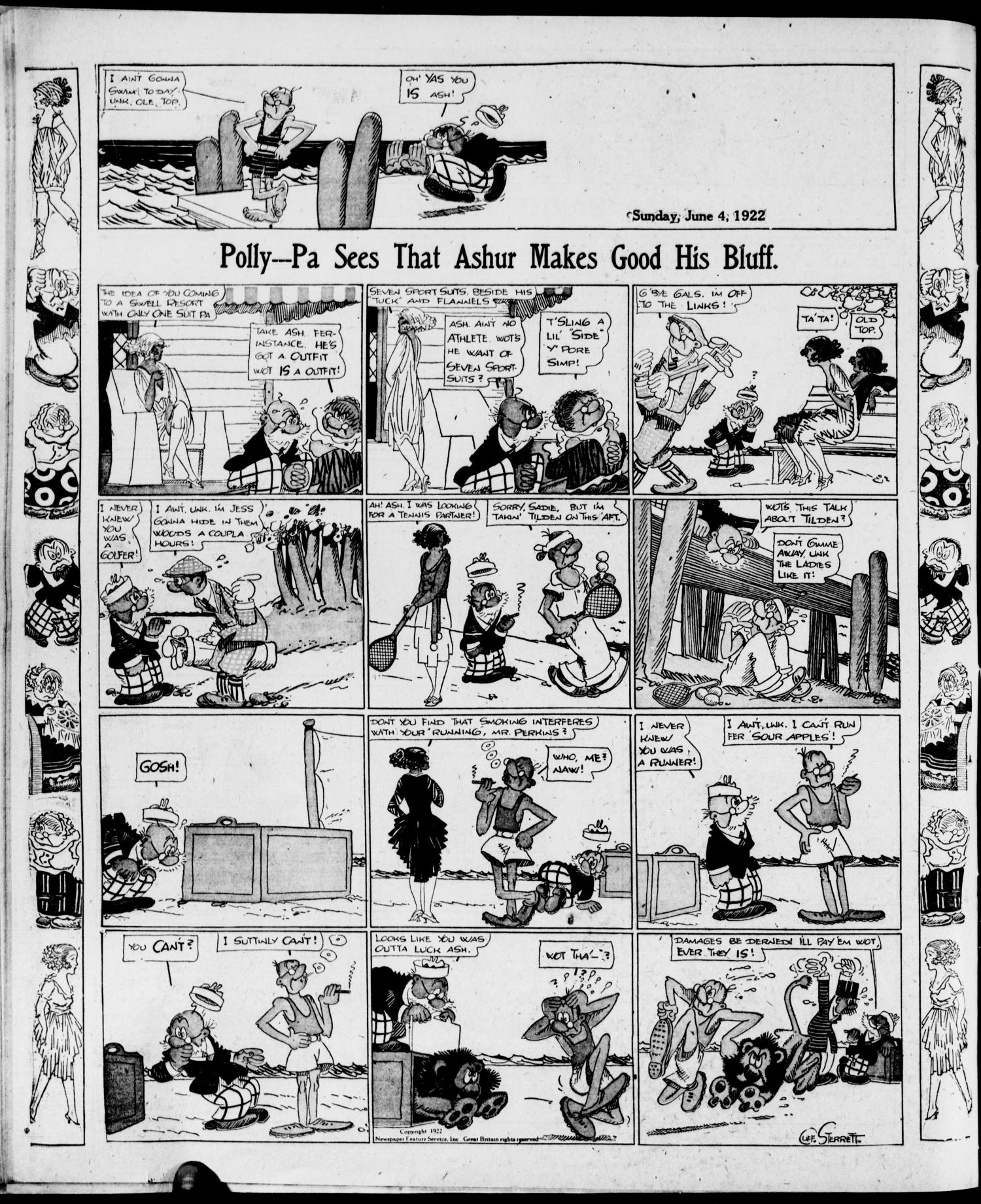
Tavola del 4 giugno 1922
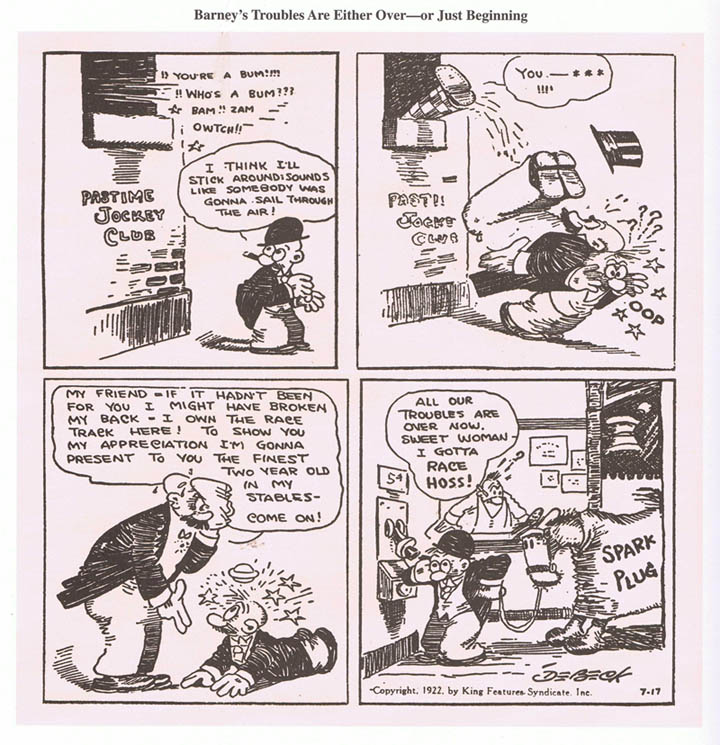
Tavola del 17 luglio 1922
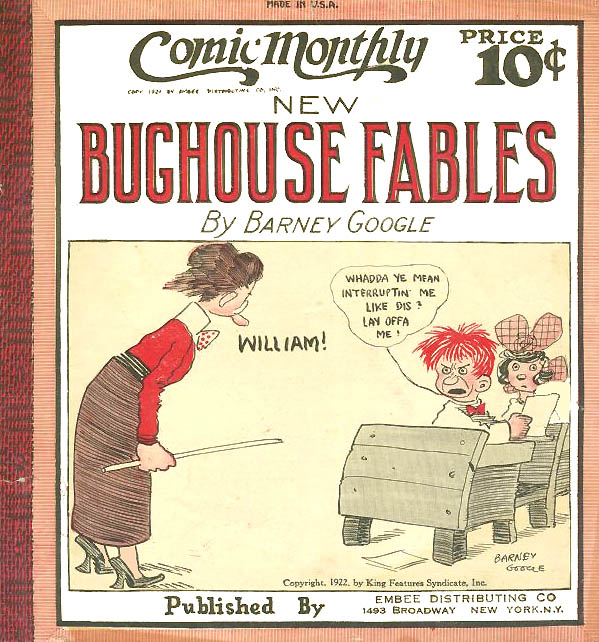
Libro del 1922
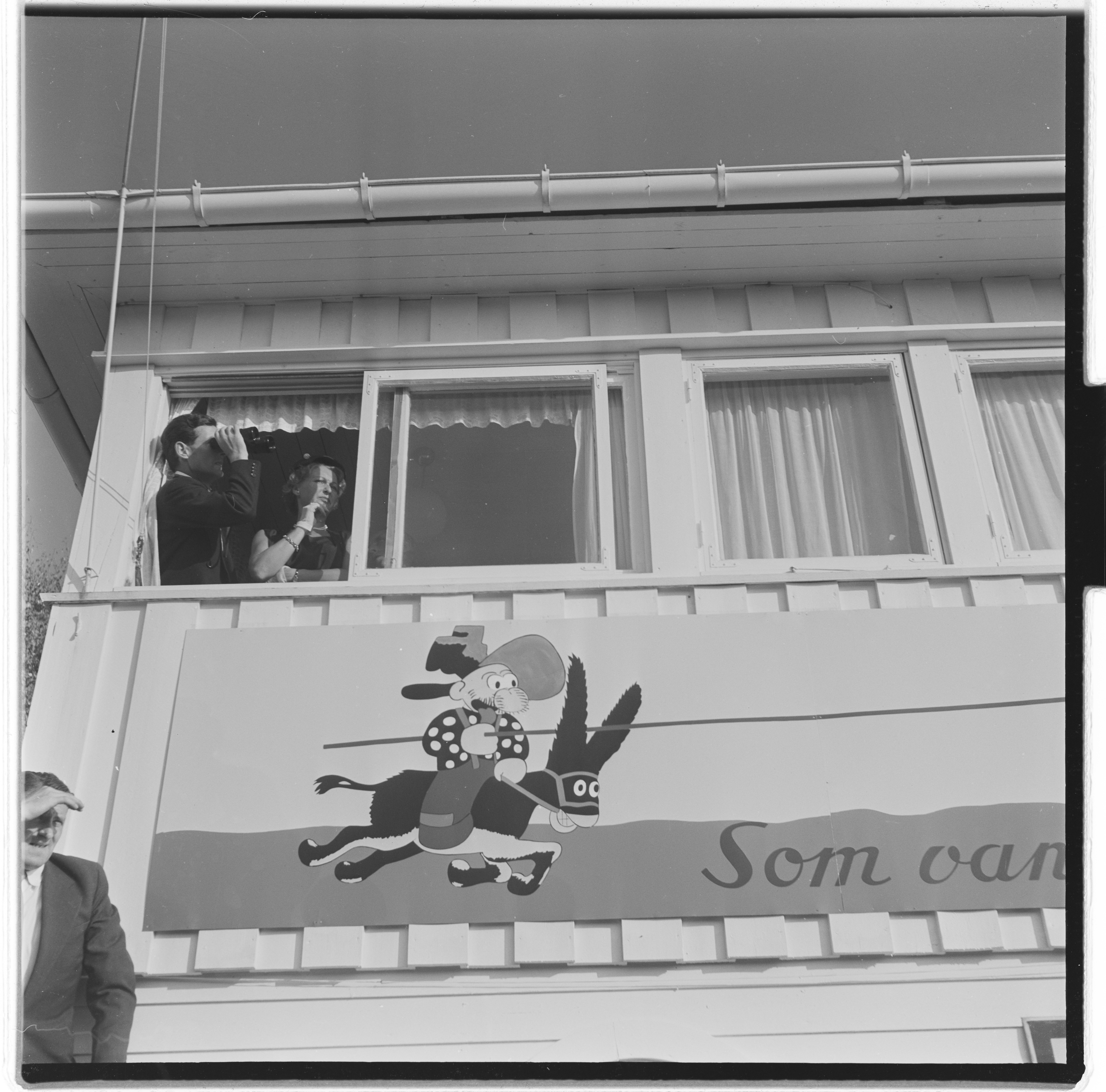
Snuffy Smith

## Premi e riconoscimenti
Fred Lasswell vinse nel 1963 il Reuben Award della National Cartoonists' Society's per il suo lavoro nella serie oltre al premio per la miglio serie a strisce (Best Humor Strip) mentre nel 1984 vinse il premio Elzie Segar Award per il contributo alla sua professione.

## Impatto culturale
Al personaggio di Barney Google venne dedicata una canzone di Billy Rose, "Barney Google with the Goo-Goo-Googly Eyes".

## Altri media

### Cinema
Dal vivo
Serie di cortometraggi muti dal vivo per la F.B.O. Pictures con Barney Hellum nel ruolo di Barney Google:
- Horsefeathers (1928)
- OKMNX (1928) (aka Barney Google's Welcome Home)
- T-Bone Handicap (1928)
- Money Balks (1928)
- The Beef-Steaks (1928)
- Runnin' Through the Rye (1929)
- Sunshine's Dark Moment (1929)
- Neigh, Neigh, Spark Plug (1929)
- A Horse on Barney (1929)
- Just a Stall (1929)
- The Pace That Thrills (1929)
- Slide, Sparky, Slide (1929)

Cortometraggi dal vivo prodotti dalla Monogram Pictures nel 1942:
- Private Snuffy Smith (anche noto come Snuffy Smith, Yardbird)[4]
- Hillbilly Blitzkrieg.[3][4]

Cartoni animati
- Serie di quattro cartoni animati prodotta da Charles Mintz per lo Screen Gems Studio, tutti distribuiti in sala cinematografica attraverso la Columbia Pictures: Tetched in the Head (1935), Patch Mah Britches (1935), Spark Plug (1936) e Major Google (1936).[3]
- Spree for All (1946), serie animata facente parte della serie antologica Noveltoon prodotta dalla Famous Studios, distribuita dalla Paramount Pictures. Venne prodotta a colori ma ne esiste solo una stampa in bianco e nero in francese.[7]

### Televisione
- Snuffy Smith (1963): serie di cartoni animati da sei minuti prodotta dalla Paramount Cartoon Studios.

1. Snuffy's Song (1962)
2. The Hat
3. The Method and Maw
4. Take Me to Your Gen'rul
5. Snuffy's Turf Luck (1963)
6. Pie in the Sky
7. The Berkeley Squares
8. The Shipwreckers
9. The Master
10. Barney Deals the Cars
11. Snuffy Runs the Gamut
12. The Tourist Trap
13. Rip Van Snuffy
14. Snuffy Goes to College
15. Snuffy's Brush with Fame
16. Give a Jail a Break
17. Glove Thy Neighbor
18. Snuffy's Fair Lady
19. Just Plain Kinfolk (1964)
20. Off Their Rockers
21. Snuffy Hits the Road
22. My Kingdom for a Horse
23. The Country Club Smiths
24. Jughaid's Jumping Frog
25. Turkey Shoot
26. The Work Pill
27. Jughaid for President
28. Loweezy Makes a Match
29. Fishin' Fools
30. Little Red Jughaid
31. Jughaid the Magician
32. A Hoss Kin Dream
33. It's Better to Give
34. Springtime and Spark Plug
35. There's No Feud Like an Old Feud
36. A Hauntin' fer a House
37. Feudin' and a-Fussin'
38. Barney's Blarney
39. Do Do That Judo
40. Farm of the Future
41. Gettin' Snuffy's Goat
42. Barney's Winter Carnival
43. Keeping Up with the Joneses
44. The Big Bear Hunt
45. Ain't It the Tooth
46. Bizzy Nappers
47. The Buzz in Snuffy's Bonnet
48. Settin' and a-Frettin'
49. Beauty and the Beat
50. Smoke Screams